# Marios Nikolaou (1981)
Marios Nikolaou (in greco: Μάριος Νικολάου; 22 marzo 1981) è un ex calciatore cipriota, di ruolo difensore.